# 天照神社 (我孫子市)
天照神社（てんしょうじんじゃ）は千葉県我孫子市にある神社である。

## 概要
祭神は大日霊貴命。相馬郡七ヵ村の総鎮守。日本武尊の東征を記念して住民により創建されたと伝えられている。